# Celebrity Edge
Celebrity Edge è la prima nave da crociera di classe Edge gestita da Celebrity Cruises.
Celebrity Edge è stata costruita nel cantiere navale STX in Francia con un costo dichiarato di $ 1 miliardo. La nave è stata consegnata a Celebrity Cruises il 31 ottobre 2018, e ha iniziato il suo viaggio inaugurale il 9 dicembre 2018.
Altre tre navi della classe Edge dovrebbero entrare in servizio tra il 2020-2022: Celebrity Apex (2020) e due navi ancora da nominare (2021 e 2022).

## Cronologia della costruzione
Celebrity Edge è stata impostata il 14 giugno 2017 e varata il 22 gennaio 2018.
Il 27 luglio 2018 ha iniziato le sue prime prove in mare. 
Il secondo e ultimo round delle prove in mare della nave si sono svolte a settembre 2018. 
È stata completata e accettata nella flotta il 31 ottobre 2018.
La nave ha iniziato le crociere in anteprima il 21 novembre 2018, con il viaggio inaugurale ufficiale il 9 dicembre. Il 4 dicembre 2018, la vincitrice del premio Nobel per la pace Malala Yousafzai "è diventata la prima vincitrice del premio Nobel a battezzare una nave da crociera" quando ha contribuito a nominare formalmente la nave.

## Descrizione
Celebrity Edge ha una stazza di 130.818 tonnellate e una capacità di occupazione di 2.918 passeggeri, interni e architetture progettati da Kelly Hoppen, Patrick Jouin, Sanjit Manku e Tom Wright. 
La rivista Forbes l'ha definita "la nave da crociera più bella del mondo"

## Rotte
A dicembre 2018, Celebrity Edge è trasportato a Fort Lauderdale, e da lì gestisce le rotte nei Caraibi orientali e occidentali.